# Filament

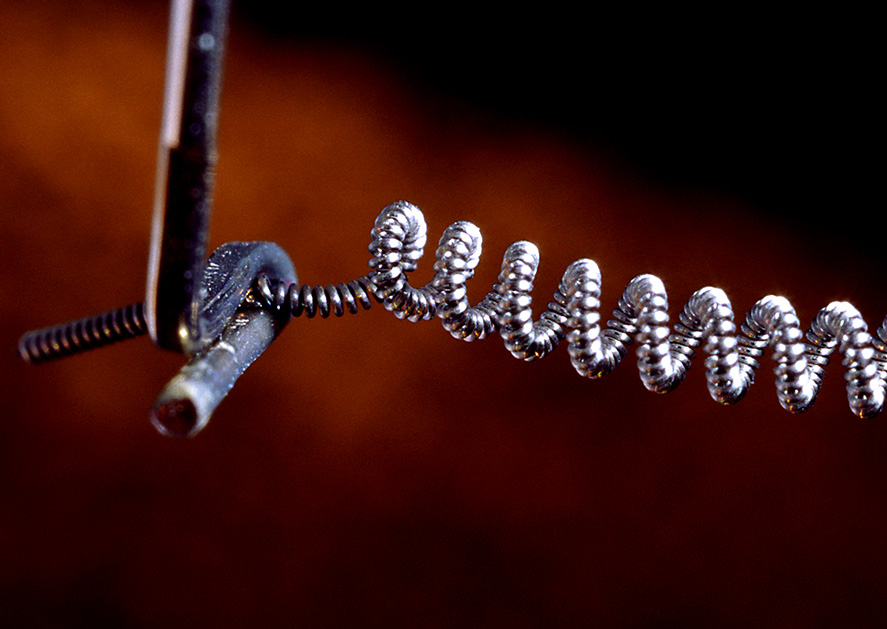
Imagine mărită a unui filament de wolfram al unui bec de 200 W

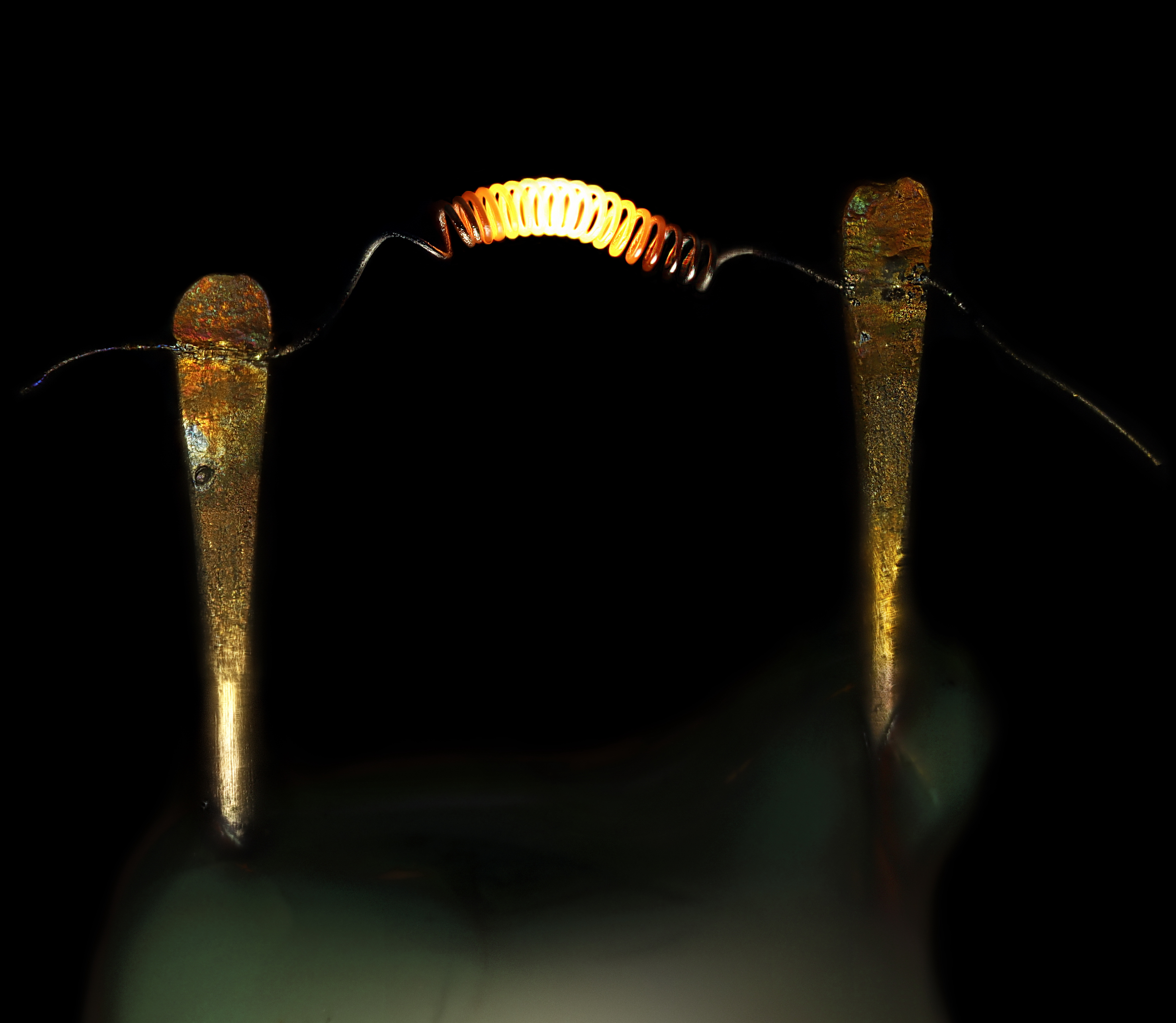
Imaginea unui filament de wolfram pentru un bec miniatură, la bornele căruia a fost aplicată o tensiune mai mică decât cea nominală.

Filamentul este un fir metalic, lung și subțire amplasat în interiorul becurilor incandescente de obicei fabricat din wolfram. Acesta devine incandescent la trecerea curentului electric prin acesta, făcând lumină prin efectul Joule.

## Istoric

### Etimologie
În limba română, cuvântul filament provine din franțuzescul filament sau din latinescul filamentum.